# Dette sociale
La dette sociale est la partie de la dette publique qui est due aux déficits accumulés par les administrations de sécurité sociale dans le cadre de leur gestion de la Sécurité sociale. Il s'agit d'une des trois composantes de la dette publique française avec la dette des collectivités territoriales et celles de l'Etat central. En 2023, elle s'élève à 264,7 Md€, soit 10 % de la dette publique française.

## Périmètre
La dette sociale est une composante de la dette publique française. Au sens strict, la dette sociale est la dette gérée par l’Acoss et par la Cades uniquement. Au sens large, la dette sociale se réfère à la dette des administrations de sécurité sociale et inclut alors la dette de l'Unédic (chargé de l'assurance chômage) et les régimes de retraites complémentaires.
Au 31 décembre 2020, la dette sociale est constituée de la dette de l’Acoss (50,6 Md€) et de celle de la Cades (93,0 Md€). Ces deux organismes sont en effet chargés de récupérer et reprendre à leur compte l'intégralité de la dette sociale en vue de leur financement.
La dette sociale entre en compte dans le calcul de la dette des administrations de sécurité sociale, elle-même partie de la dette publique française (respectivement 193 et 2 380 milliards d’euros en 2019, en comptabilité nationale base 2014).

## Histoire

### Gestion à vue (1945-1995)
La dette sociale émerge avec la création de la Sécurité sociale française en 1945 et la génération de déficits certaines années. La taille modeste des déficits permet un maintien à un niveau marginal de la dette sociale jusqu'aux années 1980. Les déficits temporaires sont jusqu'alors réglés par des avances de la Caisse des dépôts et consignations à l'Urssaf Caisse nationale (Acoss). 

### Amplification et structuration de la gestion (1996-...)
L'ampleur prise par les déficits de la Sécurité sociale dans les années 1990 mènent toutefois à des réflexions sur la viabilité du régime sur le long terme. L'élection de Jacques Chirac comme président de la République permet la mise en place du « plan Juppé » en 1995. La Caisse d'amortissement de la dette sociale est créée par l'ordonnance du 24 janvier 1996. Sa mission est de reprendre à son compte la dette sociale et de la rembourser progressivement (amortissement).

## Gestion

### Par la Caisse d'amortissement de la dette sociale
La Cades se finance grâce à la contribution pour le remboursement de la dette sociale qui est créée au même moment. Dans le cadre de sa mission, la Cades émet des obligations sur les marchés financiers, refinançant grâce à elles la dette. 
Elle est créée à l'origine pour une durée de 13 ans, avec une extinction prévue en 2009, c'est-à-dire le temps estimé pour rembourser la dette sociale qui lui est transférée en 1996 (137 milliards de francs). Elle a toutefois vu sa durée de vie être augmentée par le législateur au fur et à mesure que la dette sociale a augmenté. En effet, plusieurs transferts de dette sociale sont effectués entre 1996 et 2019 :
- 87 milliards en francs en 1997 (extinction de la dette et de la Cades en 2014)[9].
- 50 milliards d'euros en 2004[10].
- 68 milliards en 2011[11].
- 136 milliards en 2020 (extinction de la dette et de la Cades en 2033)[3].

En vertu de la loi organique relative aux lois de financement de la sécurité sociale (LOLFSS), le Parlement ne peut transférer de la dette sociale à la Cades qu'à la condition d'accompagner ce transfert par « une augmentation des recettes de la caisse permettant de ne pas accroître la durée d'amortissement de la dette sociale ». Des dérogations sont toutefois instituées en 2011 en raison de la crise économique mondiale des années 2008 et suivantes. En 2020, la loi organique prévoit un transfert des déficits antérieurs à 2019 à la Cades, pour 31 Md€, ainsi que ceux de 2020-2023 pour 92 Md€. 
Originellement, la CRDS est quasiment la seule ressource de la Cades. Toutefois, la CSG est en partie affectée à la Cades à partir de 2011. Entre 2011 et 2016, un prélèvement social sur les revenus du capital finance aussi la Cades. Le Fonds de réserve pour les retraites joue, depuis sa réforme en 2011, un rôle majeur de financement de la Cades en lui reversant plusieurs milliards d'euros par an. À partir de 2025, le FRR devra verser 1,45 Md€/an à la Caisse d'amortissement de la dette sociale de la dette sociale jusqu'à sa fin en 2033.
La réaffectation des recettes annuelles de la Cades suscite l'intérêt des opposants au projet de réforme des retraites, mais cette somme est également envisagée pour le financement de la dépendance,.

### Par l'Agence centrale des organismes de sécurité sociale
L'Acoss joue un rôle, aux côtés de la Cades, dans la gestion de la dette sociale. L'Urssaf Caisse nationale à laquelle l'Acoss appartient est le gestionnaire des comptes de la Sécurité sociale ; à ce titre, elle n'a pas pour mission de refinancer ou de gérer la dette sociale, qui est la mission constitutive de la Cades. Toutefois, l'Acoss/Urssaf joue un rôle en ce qui concerne la dette de court terme. En effet, l'Acoss est chargée de reprendre la dette sociale qui n'échoit pas à la Cades, cette dernière ne pouvant se voir affecter de la dette à rembourser que par la loi. Le refinancement de cette dette est géré par l'Acoss par l'émission de titres de dette de court terme, c'est-à-dire dont la maturité est inférieure à un an. L’Acoss ne peut toutefois amortir que la dette sociale dans la limite d’un plafond fixé chaque année par la loi de financement de la sécurité sociale.

### Par l'Unédic
L'Unédic, enfin, est le troisième pilier de la gestion et de la détention de la dette sociale. Elle gère autour de 60 Md€ de dette sociale. L'Etat est garant de sa dette.

## Montant
Ce graphique représente la dette reprise cumulée et la dette amortie cumulée sur la période 1996-2022, en millions d'euros courants. À fin 2022, le prévisionnel de la dette reprise cumulée est de 360,5 milliards d'euros, pour un solde déficitaire de 137,2 milliards.
Pour des raisons techniques, il est temporairement impossible d'afficher le graphique qui aurait dû être présenté ici.